# Клавдия Антония
Клавдия Антония (на латински: Claudia Antonia; Antonia Claudii Caesaris filia; * 30 г.; † 66 г.), наричана Антония, е дъщеря на римския император Клавдий от втората му съпруга Елия Петина. Полусестра е на Британик.
Майката на Клавдия Антония е дъщеря на Секст Елий Кат, който осиновява преторианския префект Луций Елий Сеян – най-могъщия човек в Рим по времето на император Тиберий. Родителите на Клавдия Антония се развеждат малко след нейното раждане, поради което грижите за нея първоначално поема баба ѝ Антония Младша, а след смъртта на последната през 37 г. за момичето вече се грижи баща ѝ Клавдий.
През 43 г. Клавдия Антония е омъжена за Гней Помпей Магн, потомък на Помпей Велики. Неговите родители са Марк Лициний Крас Фруги (консул 27 г.) и Скрибония, дъщеря на Луций Скрибоний Либон и Корнелия Помпея, внучка на Помпей Велики.
През 47 г. съпругът на Клавдия Антония е убит. Според Светоний зетят на Клавдий бил заклан, след като бил заварен в леглото с един от любимите си младежи. Според Дион Касий убийството му било заповядано от Валерия Месалина, която се опасявала, че Гней Помпей може да се окаже конкурент за престола на сина ѝ Германик. През същата година Месалина омъжва доведената си дъщеря за своя полубрат – сенатор Фауст Корнелий Сула Феликс. Той е син на Фауст Корнелий Сула (консул 31 г.) и Домиция Лепида и потомък на Сула. През 52 г. Фауст става консул. През 58 г. Нерон го обвинява в опит за убийството му, страхувайки се за трона си. През 59 г. Фауст е изгонен в Масилия.
Единственото дете от брака на Клавдия Антония и Фауст умира рано. През 62 г. Фауст е убит по поръчка на Нерон.
През 65 г. Клавдия Антония се включва в така наречения Пизонски заговор на Гай Калпурний Пизон против Нерон. Заговорът е разкрит. Пизон († 19 април 65 г.) и други заговорници са убити, но животът на Антония първоначално е пощаден.
Когато през лятото на 65 г. умира Попея Сабина, Клавдия Антония отказва да стане трета съпруга на Нерон, който след това я екзекутира по обвинение в участие в заговор.